# Прекодунавска Бугарска
Прекодунавска Бугарска (буг. Отвъддунавска България) је термин који се у бугарској историографији односи на земље сјеверно од Дунава, које су у вријеме Прве и Друге бугарске државе биле у посједу или административно-економској и вазалној подређености бугарских царева.
То су углавном земље данашње Румуније, као и земље из Мађарске, Молдавије, Украјине и Србије — Војводина. Током Друге бугарске државе, све до постепеног формирања независних влашких и молдавских кнежевина, њихове земље су део политичке географије Бугарске, а ове земље су административно и економски организоване као бугарске регије. Ипак, и након почетка владавине првих влашких владара Басараба, ове територије остају под бугарским утицајем.
Бугарски језик је званичан и користи се у Влашкој и Молдавији до краја 17. века — од битке код Хоплеје до почетком владавине фанариота. Бугари у то вријеме у Влашкој су познати као Срби.